# Canthochilum pijirigua
Canthochilum pijirigua är en skalbaggsart som beskrevs av Fernando de Zayas och Matthews 1966. Canthochilum pijirigua ingår i släktet Canthochilum och familjen bladhorningar. Inga underarter finns listade.